# Baroque
Baroque ist eine Weißweinsorte, die mittlerweile eine lokale Rarität der Region Béarn in der französischen Weinbauregion Sud-Ouest ist. Noch Ende des 19. Jahrhunderts war sie weit verbreitet. Nach Meinung des französischen Ampelographen Pierre Galet wurde sie von Pilgern auf dem Rückweg von Santiago de Compostela aus Spanien mitgebracht. In schriftlichen Abhandlungen wird die Sorte erst ab dem 18. Jahrhundert beschrieben.
Sie erbringt heute in der Appellation Tursan alkoholstarke Weine mit einem fruchtigen Aroma und einer kräftigen Säure (→ Säure (Wein)). Sie wird gerne als Verschnittpartner zu den Sorten Sauvignon Blanc und Gros Manseng genommen. Der Koch Michel Guérard setzte sich laut Jancis Robinson besonders für den Erhalt der Sorte ein.
In Frankreich sind die Klone 351, 390, 391 und 392 für den Anbau von Qualitätsweinen zugelassen. Der Rebzüchter François Baco interessierte sich ab 1911 für diese Sorte und rückt sie kurzzeitig in den Mittelpunkt seiner Bestrebungen von Neuzüchtungen, da sie wenig anfällig auf Mehltau und Schwarzfäule der Rebe reagiert. Baroque diente später dem Basken Durquety als Kreuzungspartner der Neuzüchtungen Semebat und Liliorila. Durquety entdeckte darüber hinaus die graubeerige Baroque rose, die aus einer Mutation des Baroque entstand.
Eine im Jahr 2007 veröffentlichte Studie belegt, dass die Rebsorten Baroque, Manseng Noir und Tannat genetisch sehr eng miteinander verwandt sind. Es besteht zudem eine auffallende Ähnlichkeit zur Sorte Malbec und die Sorte Claverie steht genetisch ebenfalls in enger Verwandtschaft zu dieser Gruppe. Die häufig veröffentlichte Meinung, Baroque sei eine Kreuzung der Rebsorten Folle Blanche x Sauvignon Blanc, wurde in dieser Untersuchung nicht bestätigt. Sie ist eine Varietät der Edlen Weinrebe (Vitis vinifera). Sie besitzt zwittrige Blüten und ist somit selbstfruchtend. Beim Weinbau wird der ökonomische Nachteil vermieden, keinen Ertrag liefernde, männliche Pflanzen anbauen zu müssen.
Siehe auch den Artikel Weinbau in Frankreich sowie die Liste von Rebsorten.

## Synonyme
Die Rebsorte Baroque ist auch unter den Namen Barake, Baroca, Baroke, Barroque, Blanc Bordelais, Bordelais, Bordelais blanc, Bordeleza zuria, Boudales, Bourdales, Claverie blanc (irrtümlich), Escripet folle, Muscadelle de Nates, Petit Bordelais, Plant Bordelais und Sable blanc bekannt.